# Ólafsvík
Ólafsvík  est une ville indépendante d'Islande peuplée de 1 010 habitants en 2011, située à l'ouest de l'île sur la péninsule de Snaefellsnes, dans la région de Vesturland. Elle fait partie de la municipalité de Snæfellsbær.

## Géographie

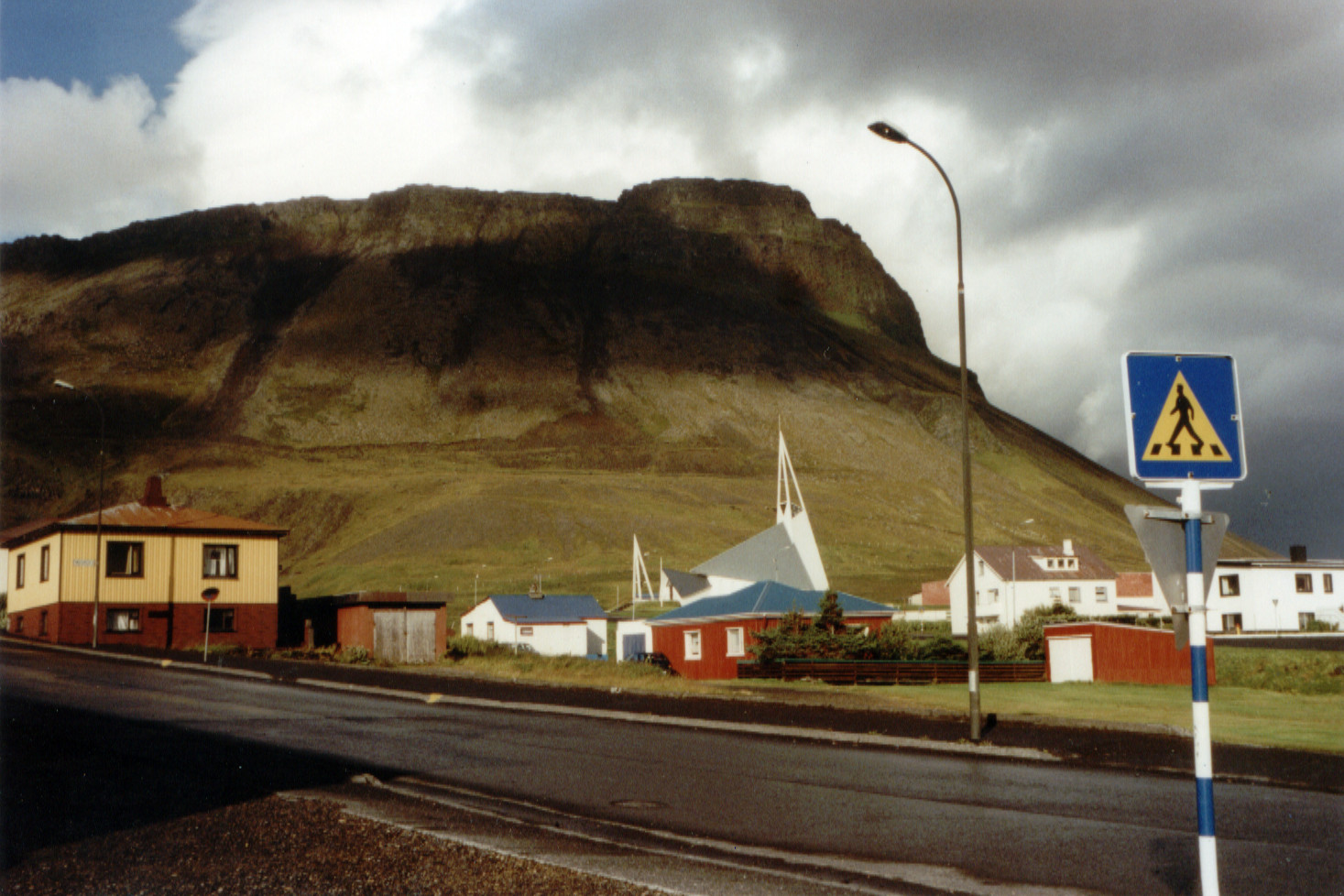
Ólafsvík avec la montagne Ólafsvíkurenni.

### Localisation
La petite ville se trouve sur la pointe ouest de la presqu'île Snæfellsnes et en même temps au bord du grand fjord Breiðafjörður et au pied du volcan de table Ólafsvíkurenni (415 m) qui se trouve à l'ouest de la ville.
Le stratovolcan Snæfellsjökull s'élève au sud-ouest de Ólafsvík. La route autour de Snæfellsnes passe par Ólafsvík pour continuer vers le ouest dans le Parc National de Snæfellsjökull. À l'est de la ville, il y a une route non goudronnée qui traverse la montagne en direction sud par le col de Fróðarheiði. En hiver, la route a une mauvaise réputation à cause des tempêtes.

## Histoire
Ólafsvík fut la première ville islandaise qui reçut - au XVIIe siècle - une licence de commerce par le roi danois qui regardait le pays plus ou moins comme une colonie danoise à cette époque. Le commerce régnait à Ólafsvík jusqu'au XIXe siècle.
En 1887 fut fondé à Ólafsvík une des premières écoles publiques en Islande.
Ólafsvík était un des plus grands villages d'Islande vers 1900. La région était toujours propice pour la pêche. Mais entre 1905 et 1960 le village ne pouvait pas s'agrandir parce qu'il manquait un port accessible pour les grands bateaux de pêche motorisés. Un tel port ne fut construit que dans les années 1960.
Aujourd'hui encore, les gens du village vivent surtout du commerce et de la pêche.
Le 1er avril 1990 Fróðarhreppur fut intégrée dans la municipalité de Ólafsvík. Et en 1994 s'est formée la nouvelle municipalité de Snæfellsbær qui comprend Ólafsvík ainsi que les anciennes municipalités de Staðarsveit, Breiðuvíkurhreppur et Neshreppur.

## Démographie
| Année      | 1998 | 1999 | 2000 | 2001 | 2002 | 2003 | 2004 | 2005 | 2006 | 2007 | 2008 | 2009 | 2010 | 2011 |
| Population | 985  | 958  | 973  | 989  | 1053 | 1046 | 1025 | 1008 | 1016 | 985  | 1017 | 991  | 1005 | 1010 |

## Transport

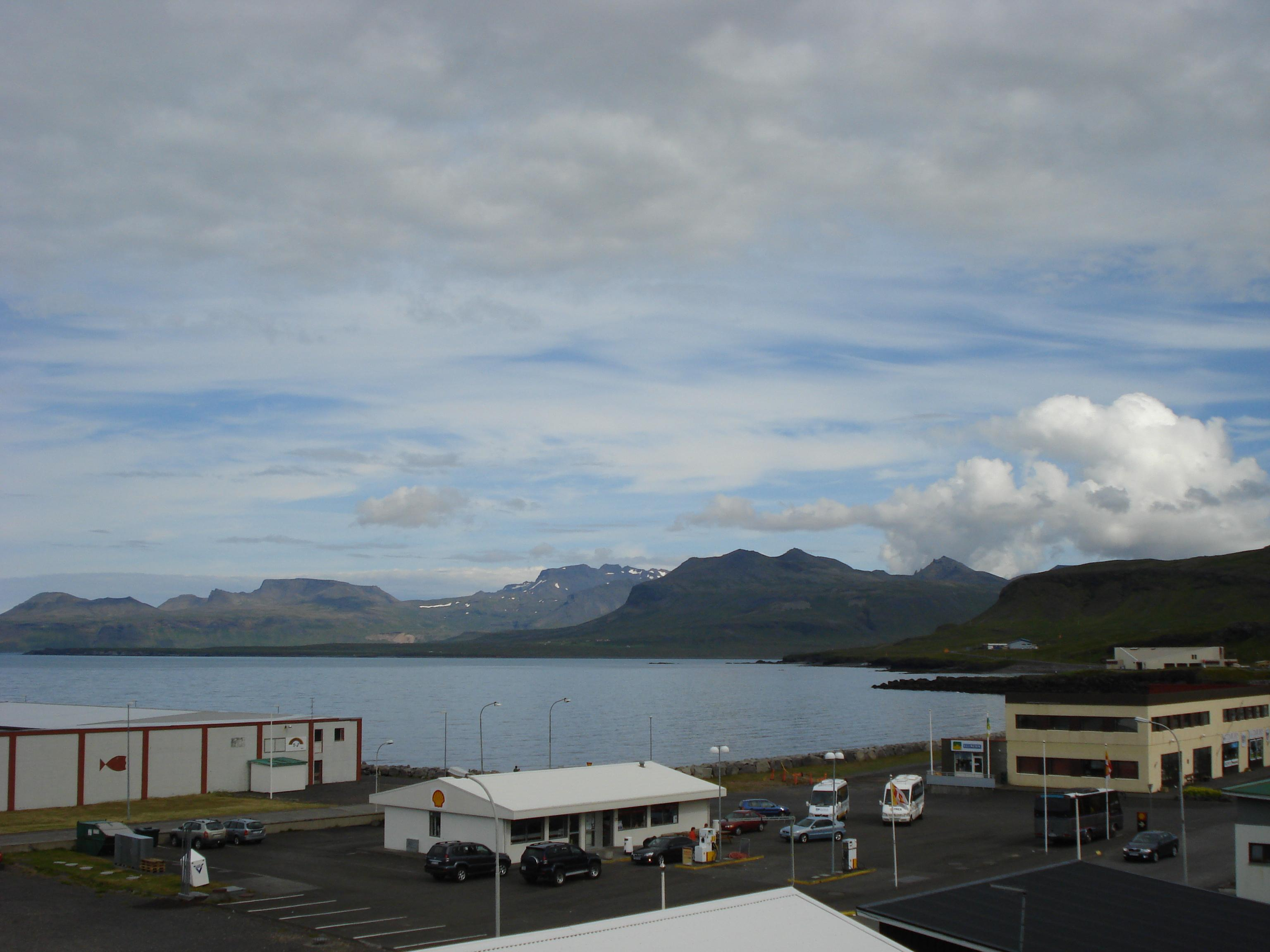
Le port d'Ólafsvík

Pendant des siècles, Ólafsvík était un lieu assez isolé.
Il était difficile aux bateaux d'accoster ici parce que la baie était ouverte aux tempêtes arrivant du nord. À cause de cela, le port principal pour le commerce se trouvait à quelques kilomètres plus au sud, dans le village de Rif.
En Islande on ne connaissait presque pas des routes pour des chariots jusqu'au début du XXe siècle. Les chemins pour les chevaux menaient surtout sur le col mal famé de Fróðarheiði. À l'ouest et l’est, la baie de Ólafsvík est fermée par des pentes de montagnes assez raides et érodées. On essayait alors de les contourner en passant par la mer à leur pied par marée basse.
Dans ces circonstances, il n'est pas étonnant qu'il existe une histoire populaire concernant une femme troll qui aurait habité la montagne Ólafsvíkurenni au temps de la colonisation et jeté des pierres au colonisateur Ingólfur.
La première route pour voitures ne fut construite ici qu’en 1963. Celle d'aujourd'hui date de 1983. Quand on passe par les pentes de Ólafsvíkurenni, on peut bien voir les traces des anciens sentiers.

## Sites  touristiques
Un petit musée se trouve dans la plus vieille maison de la ville, Gamla Pakhúsið, qui date de 1844.
L'église de Ólafsvík a une forme non conventionnelle qui, d'après l'architecte Hákon Hertevig, devrait ressembler à un poisson. Elle fut consacrée en 1967 et peut se vanter de quelques beaux vitraux conçus par l'artiste islandaise Gerður Helgadóttir, une des premières femmes-artistes islandaises de réputation internationale. Le pupitre date de 1710 et porte l'inscription "Don de Gísli Jónsson en souvenir de sa femme bien-aimée Margrét Magnúsdóttir, année 1710". Il provient de l'ancienne église de Fróðá, qui a été déplacée à Ólafsvík en 1893.

## Personnalités liées à la ville
- Jóhannes Jónsson (1896-1932) : écrivain ;
- Erró (1932-) : peintre né à Ólafsvík.